# Rebeldía (película de 1975)
 Rebeldía es una película de Argentina filmada en Eastmancolor dirigida por Carlos Biaghetti según su propio guion con diálogos de Aldo Brunelli Ventura que fue producida en 1969 y se estrenó el 17 de julio de 1975. Tuvo como actores principales a Germán Kraus, Marta Cerain, Delfy de Ortega y Francisco de Paula.
La película se estrenó de manera marginal varios años después de haber sido producida, el mismo día que lo hacían otros tres filmes argentinos que la opacaron hasta tal punto que a veces se la considera inédita.

## Reparto
- Germán Kraus
- Marta Cerain
- Delfy de Ortega
- Francisco de Paula
- Linda Peretz
- Gabriela Gilli
- Elida Marletta
- Oscar Casco
- Horacio Bustos
- Aldo Mayo
- Gino Renni
- Armando de Vicente
- Isidro Fernán Valdez
- Silvio Soldán